# Crystal Lowe
Crystal Lowe (20 januari 1981) is een Canadees actrice.

## Biografie
Lowe werd geboren in Brits-Columbia, maar groeide op in Hongkong. Ze deed er mee aan onder andere missverkiezingen, fotoshoots voor badpakmodellen en was te zien in tijdschriften als model. Lowe wilde acteren, maar haar moeder keurde dit af. Toen Lowe vijftien was, draaide haar moeder bij.
Ze was op televisie te zien vanaf 1997, maar brak pas door in 2001 toen ze in Children of the Corn: Revelation te zien was. Lowe had vooral bijrollen in bioscoopfilms, grotere rollen kreeg ze vooral in horrorfilms. Zo was ze te zien in Final Destination 3, Black Christmas en Wrong Turn 2.

## Filmografie
| - 2010:Hot Tub Time Machine - 2009:Driven to Kill - 2008:Dim Sum Funeral - 2008:Center Stage: Turn It Up - 2008:That One Night - 2007:Good Luck Chuck - 2007:Fantastic Four: Rise of the Silver Surfer - 2007:Wrong Turn 2 - 2006:Black Christmas - 2006:Totally Awesome - 2006:Snakes on a Plane | - 2006:Scary Movie 4 - 2006:Final Destination 3 - 2006:Masters of Horror: Pick Me Up - 2004:Going the Distance - 2004:Thralls - 2002:I Spy - 2002:The Secret Life of Zoey - 2002:Insomnia - 2001:Children of the Corn: Revelation - 2000:Get Carter |

- Library of Congress Control Number: no2010206634
- Virtual International Authority File: 160993246
- WorldCat: E39PBJwCY4HfbCYcMpgjvrhrbd